# Euphorbia floridana
Euphorbia floridana är en törelväxtart som beskrevs av Alvin Wentworth Chapman. Euphorbia floridana ingår i släktet törlar, och familjen törelväxter. Inga underarter finns listade i Catalogue of Life.